# Carl Kurtz
Carl Bruno Kurtz (* 15. Juni 1841 in Meißen; † 21. Dezember 1909 in Dresden) war ein deutscher Jurist und Reichstagsabgeordneter.

## Leben
Kurtz besuchte die Fürstenschule St. Afra-Meißen von 1855 bis 1861. Er studierte Rechtswissenschaft an der Universität Leipzig und wurde 1862 im Corps Guestphalia Leipzig aktiv. Nach dem Examen war er ab 1864 Referendar in Reichenbach im Vogtland und Meißen sowie Assessor und ab 1881 Rat und Amtsrichter in Dresden. Anschließend war er Landgerichtsdirektor in Plauen und ab 1886 in Dresden.
Als Mitglied der  Deutschkonservativen Partei war er von 1887 bis 1892  Mitglied des Reichstags für den Wahlkreis Königreich Sachsen 22 Auerbach/Vogtl.–Reichenbach. Dort war er Berichterstatter für das Weingesetz und für das Sozialistengesetz. Sein Mandat legte er infolge seiner Ernennung zum Geheimen Justizrat und Vortragenden Rat im Königlich Sächsischen Justizministerium am 11. Januar 1892 nieder. Franz Hofmann wurde zu seinem Nachfolger gewählt. Später wurde Kurtz Senatspräsident am Oberlandesgericht [Dresden?].